# Stockshof – Behlower Wiesen
Das Naturschutzgebiet Stockshof – Behlower Wiesen liegt auf dem Gebiet der Stadt Lieberose im Landkreis Dahme-Spreewald in Brandenburg.
Das Gebiet mit der Kenn-Nummer 1433 wurde mit Verordnung vom 30. September 2003 unter Naturschutz gestellt. Das rund 487,5 ha große Naturschutzgebiet erstreckt sich nordwestlich der Kernstadt Lieberose. Östlich des Gebietes verläuft die B 168 und südlich die B 320. Nordwestlich erstreckt sich das 171 ha große Naturschutzgebiet Dammer Moor mit dem Dammer Teich.